# Sankt Niklaus Dorf
Sankt Niklaus Dorf (toponimo tedesco) è una frazione del comune svizzero di Sankt Niklaus, nel Canton Vallese (distretto di Visp). Già comune autonomo, nel 1866 è stato accorpato all'altro comune soppresso di Sankt Niklaus Matt per formare il nuovo comune di Sankt Niklaus, del quale Sankt Niklaus Dorf è il capoluogo.